# Podob
Podob je naselje u slovenskoj Općini Slovenskim Konjicama. Podob se nalazi u pokrajini Štajerskoj i statističkoj regiji Savinjskoj. 

## Stanovništvo
Prema popisu stanovništva iz 2002. godine naselje je imalo 23 stanovnika.